# Morainville-Jouveaux
 Morainville-Jouveaux  là một xã thuộc tỉnh Eure trong vùng Normandie miền bắc nước Pháp.